# العلاقات الجيبوتية السيراليونية
العلاقات الجيبوتية السيراليونية هي العلاقات الثنائية التي تجمع بين جيبوتي وسيراليون.

## مقارنة بين البلدين
هذه مقارنة عامة ومرجعية للدولتين:
| وجه المقارنة                                              | جيبوتي                    | سيراليون       |
| --------------------------------------------------------- | ------------------------- | -------------- |
| المساحة (كم2)                                             | 23.20 ألف                 | 71.74 ألف      |
| عدد السكان (نسمة)                                         | 956.99 ألف                | 7.56 مليون     |
| الكثافة السكانية (ن./كم²)                                 | 41.25                     | 105.38         |
| العاصمة                                                   | جيبوتي                    | فريتاون        |
| اللغة الرسمية                                             | لغة فرنسية، اللغة العربية | لغة إنجليزية   |
| العملة                                                    | فرنك جيبوتي               | ليون سيراليوني |
| الناتج المحلي الإجمالي (بليون دولار)                      | 1.84 مليار                | 3.77 مليار     |
| الناتج المحلي الإجمالي (تعادل القوة الشرائية) بليون دولار | 3.10 مليار                | 10.13 مليار    |
| الناتج المحلي الإجمالي الاسمي للفرد دولار أمريكي          | 1.95 ألف                  | 653            |
| الناتج المحلي الإجمالي للفرد دولار أمريكي                 | 3.27 ألف                  | 1.97 ألف       |
| مؤشر التنمية البشرية                                      | 0.470                     | 0.413          |
| رمز المكالمات الدولي                                      | +253                      | +232           |
| رمز الإنترنت                                              | .dj                       | .sl            |
| المنطقة الزمنية                                           | ت ع م+03:00               | 00             |

## منظمات دولية مشتركة
يشترك البلدان في عضوية مجموعة من المنظمات الدولية، منها:
| علم المنظمة | اسم المنظمة                                                | تاريخ انضمام جيبوتي | تاريخ انضمام سيراليون |
| ----------- | ---------------------------------------------------------- | ------------------- | --------------------- |
|             | البنك الإفريقي للتنمية                                     | ?                   | ?                     |
|             | منظمة التعاون الإسلامي                                     | ?                   | ?                     |
|             | منظمة الشرطة الجنائية الدولية                              | ?                   | ?                     |
|             | الاتحاد البريدي العالمي                                    | ?                   | ?                     |
|             | الاتحاد الأفريقي                                           | ?                   | ?                     |
|             | العملية المشتركة للاتحاد الأفريقي والأمم المتحدة في دارفور | ?                   | ?                     |
|             | منظمة التجارة العالمية                                     | ?                   | ?                     |
|             | مؤسسة التنمية الدولية                                      | 1 أكتوبر 1980       | 13 نوفمبر 1962        |
|             | مؤسسة التمويل الدولية                                      | 1 أكتوبر 1980       | 10 سبتمبر 1962        |
|             | منظمة حظر الأسلحة الكيميائية                               | ?                   | ?                     |
|             | الأمم المتحدة                                              | 20 سبتمبر 1977      | 27 سبتمبر 1961        |
|             | الاتحاد الدولي للاتصالات                                   | 22 نوفمبر 1977      | 30 ديسمبر 1961        |
|             | البنك الدولي للإنشاء والتعمير                              | 1 أكتوبر 1980       | 10 سبتمبر 1962        |
|             | مجموعة دول أفريقيا والكاريبي والمحيط الهادئ                | ?                   | ?                     |
|             | وكالة ضمان الاستثمار متعدد الأطراف                         | 12 يناير 2007       | 20 يونيو 1996         |
|             | يونسكو                                                     | 31 أغسطس 1989       | 28 مارس 1962          |